# Bernard Lietaer

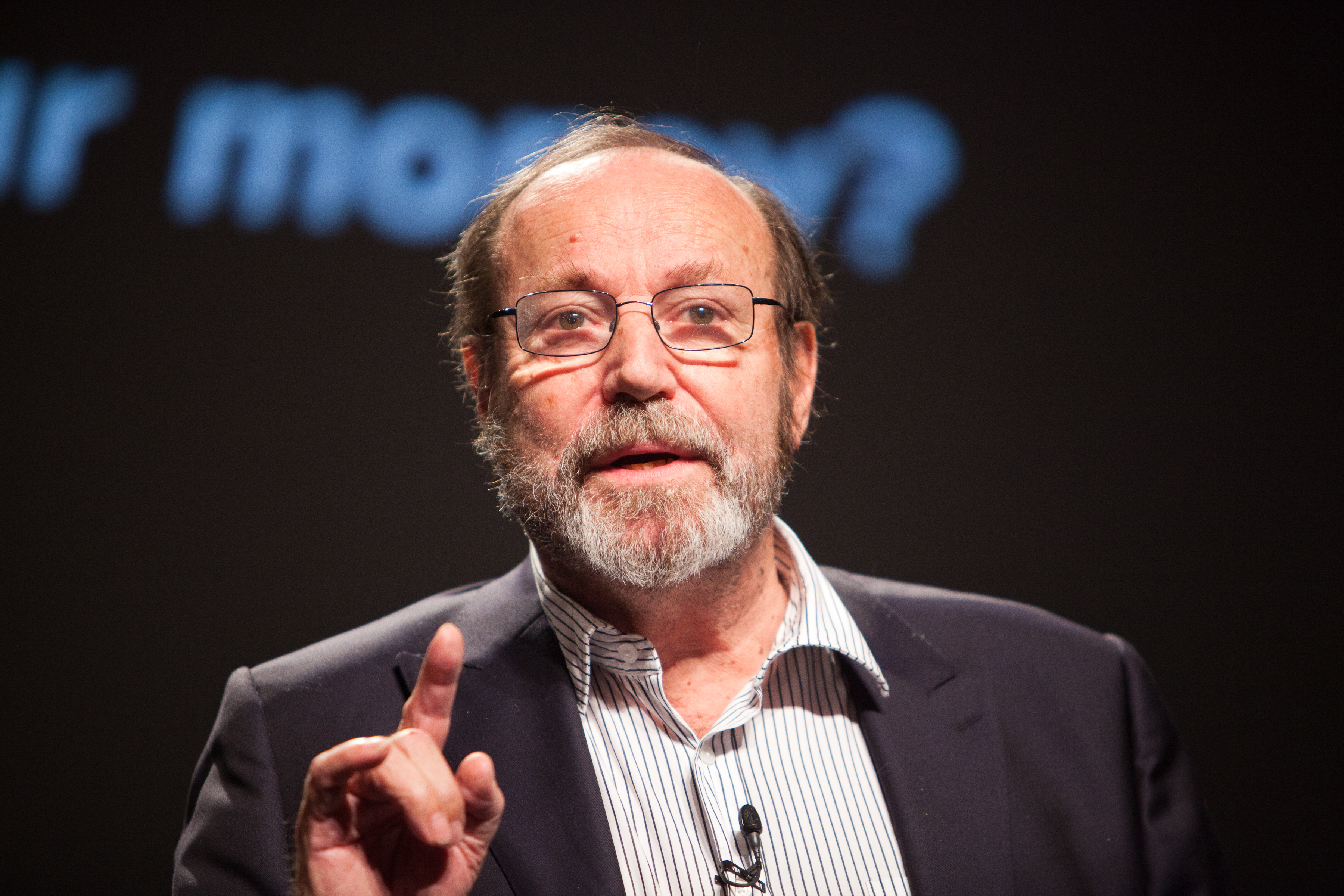
Bernard Lietaer, 2011

Bernard Lietaer (Lauwe, 7 februari 1942 – Hoyerhagen, 4 februari 2019) was een Belgisch econoom, schrijver, en professor. Hij werd bekend als auteur van het boek The Future of Money: Beyond Greed and Scarcity, dat vertaald werd in achttien talen. Hij woonde lange tijd in de Belgische hoofdstad Brussel. Tijdens zijn studies was hij lid van het Olivaint Genootschap van België.

## Visie
Lietaer toont aan dat lokale gemeenschappen baat hebben bij het maken van een aanvullende lokale eigen munt. Deze lokale munt circuleert dan aanvullend op het bestaande officiële muntsysteem. Hoe werkt dit? Een aanvullende munt is nuttig wanneer er ongebruikt kapitaal is. Dit kan worden gebruikt voor het lenigen van behoeften. Er zijn immers nog steeds behoeften die door het bestaande officiële muntsysteem niet worden vervuld. Door het invoeren van deze complementaire munten kunnen op een kosteloze wijze (zonder dat het de gebruikers van dit systeem een betaling vergt in de bestaande officiële munt), behoeften worden bevredigd, die met het bestaande officiële muntsysteem niet worden bevredigd. Bijgevolg leidt het invoeren van deze complementaire munten tot een hoger niveau van welvaart en welzijn in die samenlevingen die er gebruik van weten te maken.

### Voorbeelden
1. lege zetels in vliegtuigen (= ongebruikt kapitaal) kan worden gecombineerd met de niet volledig vervulde behoefte van mensen om te reizen naar een vakantiebestemming. De lokale munt die hiervoor op succesvolle wijze werd geïntroduceerd is de "frequent flyer miles".
2. niet bezette stoelen in het openbaar vervoer (= ongebruikt kapitaal), kan worden gecombineerd met de niet volledig vervulde behoefte van het collecteren van afval. Munteenheid is een jeton voor een gratis rit met het lokale openbare vervoer. Dit systeem werd op succesvolle wijze geïmplementeerd in een Zuid-Amerikaanse stad.
3. onvoldoende zorg voor je conditie en gezondheid (= extra kapitaalsuitgave voor ziekteverzekering) kan worden gecombineerd met de niet volledig vervulde behoefte aan fitness, sport, programma's voor ontwennen van een verslaving, ... Dit systeem is in opstart in Ierland.
4. De Zwitserse WIR-bank voor diensten.

Lietaer bestudeerde monetaire systemen. Hij is via verschillende functies meer dan 40 jaar actief geweest met geldsystemen. Zo was hij medewerker van de Nationale Bank van België. Als hoofd van het department Organisatie en Computers was hij een van de voornaamste architecten van de European Currency Unit (ECU). In 1987 vertrok hij om het geldbeheerbedrijven GaiaCorp mee op te richten, een van de eerste grootschalige offshore fondsen voor munthandel. Business Week noemde hem in 1990 "the world's top trader".
Hij was professor aan de Université catholique de Louvain (1975-1978 en 1983-1986), gastdocent aan de Sonoma State University (1992-1998) en onderzoeker aan de Universiteit van Californië - Berkeley.

## Werken
- The Future of Money. Beyond Greed and Scarcity (1999)[1], vertaald als Het geld van de toekomst (2001)
- Creating Wealth: Growing local economies with local currencies, Hallsmith, G. & Lietaer, B. (2011)
- Money and Sustainability (2012), vertaald als Geld en duurzaamheid (door Denktank Oikos)
- Au coeur de la monnaie. Systèmes monétaires, inconscient collectif, archétypes et tabous (2013)
- Rethinking Money. How New Currencies Turn Scarcity into Prosperity (2013)
- Maak je buurt uitmuntend! Handboek gemeenschapsmunten voor lokale besturen en organisaties, Lietaer, B., Snick, A., Kampers, E. (2014)